# Parodia neoarechavaletae
Parodia neoarechavaletae là một loài thực vật có hoa trong họ Cactaceae. Loài này được (Havlicek) D.R. Hunt mô tả khoa học đầu tiên năm 1997.